# 베트남 전쟁의 전투 서열
아래는 베트남 전쟁에서의 각 진영별 참전국의 부대 및 조직의 전투 서열 목록이다.

## 미국
- 인도차이나 군사원조고문단 (MAAG-Indochina); 1950년 ~ 1955년
- 주월 군사원조고문단 (MAAG-Vietnam); 1955년 ~ 1964년
- 베트남 군사원조사령부 (MACV) - 사이공; 1962년 ~ 1973년
  - 주월 미국 육군 (USARV) - 롱빈; 1965년 ~ 1972년
  - 주월 미국 해군 (NAVFORV)
  - 주월 미국 공군
  - 제3해병상륙군단 (III MAC)
  - 제1베트남야전부대 (I FFV) - 나뜨랑; 1966년 ~ 1971년
  - 제2베트남야전부대 (II FFV) - 롱빈; 1966년 ~ 1971년
  - 제24(XXIV)군단 - 푸바이; 1968년 ~ 1972년
  - 베트남 군사원조사령부 연구관찰단 (MACV-SOG)
    - 제5특전단 - 나뜨랑; 1957년 ~ 1971년
    - 핫쳇 부대
    - 기동타격대 (MIKE Force)

  - 수도군사원조사령부 (CMAC) - 사이공; 1968년 ~ 1972년
- 중앙정보부 특수활동부

### 육군
- 주월 미국 육군 - 롱빈
  - 제1군수사령부 - 롱빈; 1965년 ~ 1970년
    - 캄란만 지원사령부 - 캄란만; 1966년 5월 16일 ~ 1972년 6월 29일
    - 나뜨랑 지원사령부 - 나뜨랑; 1965년 11월 15일 ~ 1966년 7월 1일, 깜란만 지원사령부에 통합됨.
      - 제54종합지원단 - 나뜨랑

    - 다낭 지원사령부 - 다낭; 1968년 2월 25일 ~ 1972년 4월 15일
      - 제26종합지원단 - 푸바이
      - 제80종합지원단 - 다낭

    - 붕따우 지원사령부 - 붕따우; 1965년 11월 15일 ~ 1966년 6월 1일, 사이공 지원사령부에 통합됨.; 1969년 4월 1일 ~ 1970년 2월 28일
      - 제53종합지원단 - 붕따우

    - 사이공 지원사령부 - 사이공; 1966년 4월 10일 ~ 1972년 6월 16일
      - 제29종합지원단 - 롱빈

    - 퀴논 지원사령부 - 퀴논; 1965년 11월 6일 ~ 1972년 4월 30일
      - 제45종합지원단 - 쁠래이꾸
      - 제593종합지원단 - 퀴논

    - 제4수송사령부 - 사이공; 1965년 ~ 1972년
      - 제127수송사령부 (터미널) - 캄란만

    - 제5수송사령부 (터미널); 1966년 ~ 1972년
    - 제15지원여단; 1966년 ~ 1967년

  - 제1통신여단 - 롱빈; 1966년 ~ 1972년
    - 지역 교신단 (Reginoal Communications Group)
    - 제2통신단 - 롱 빈; 1961년 6월 21일 ~ 1971년 10월 23일
    - 제12통신단 - 다낭; 196?년 ~ 1972년
    - 제21통신단 - 나뜨랑; 196?년 ~ 1972년
    - 제29통신단 - 방콕 (주태 미국 육군 지원대); 196?년 ~ 1972년
    - 제160통신단 - 롱 빈; 1967년 4월 20일 ~ 1972년 6월 3일

  - 제1항공여단 - 롱빈; 1966년 ~ 1973년
    - 제12항공단
    - 제13항공단
    - 제15항공단
    - 제16항공단
    - 제17항공단
    - 제164항공단
    - 제165항공단

  - 제18헌병여단 - 롱빈; 1966년 ~ 1973년
    - 제8헌병단 (범죄수사)
    - 제16헌병단 - 제1, 2군단 전술구역
    - 제89헌병단 - 제3, 4군단 전술지역

  - 제44의무여단 - 롱빈; 1966년 ~ 1970년, 주월 의무사령부로 개명.
    - 제43의무단 - 제2군단 전술구역 지원
    - 제55의무단 - 제2군단 전술구역 북부 지원
    - 제67의무단 - 제24(XXIV)군단 지원
    - 제68의무단 - 제2, 제3군단 전술구역 지원

  - 제34종합지원단 (항공) - 탄손냣; 1966년 1월 24일 ~ 1972년 11월 30일
  - 제525군사첩보단
  - 미국 육군 보안청 집단; 1961년 ~ 1973년
  - 주월 의무사령부; 1970년 ~ 1973년
  - 주월 공병사령부[1]; 1966년 ~ 1972년
    - 제18공병여단: 나뜨랑 - 제1, 2군단 전술구역, 제1베트남야전부대 지원; 1965년 9월 ~ 1971년 9월 20일
      - 제35공병단; 1965년 6월 ~ 1971년 11월
      - 제45공병단; 1966년 6월 ~ 1972년 1월
      - 제937공병단 (전투) - 퀴논; 1965년 8월 ~ 1971년 9월

    - 제20공병여단: 비엔호아 - 제3, 4군단 전술지역, 제2베트남야전부대 지원; 1967년 8월 ~ 1971년 9월
      - 제34공병단; 1967년 3월 ~ 1972년 3월
      - 제79공병단; 1966년 7월 ~ 1970년 12월
      - 제159공병단; 1865년 10월 ~ 1972년 5월
- 제1베트남야전부대 - 나뜨랑
  - 포병대, HHB
    - 제41포병단
    - 제52포병단
- 제2베트남야전부대 - 롱빈
  - 포병대, HHB
    - 제23포병단
    - 제54포병단
- 제24(XXIV)군단
  - TF 오리건/제23보병사단; 1967년 4월 20일 ~ 1971년 11월 30일
    - 제11보병여단; 1967년 4월 20일 ~ 1971년 11월 30일
    - 제196경보병여단; 1967년 9월 25일 ~ 1972년 6월
    - 제198경보병여단; 1967년 ~ 1971년

  - 제108포병단; 1967년 10월 ~ 1971년 11월 22일
- 제1기병사단; 1965년 ~ 1972년
  - 제11항공단
- 제1보병사단
- 제4보병사단, 3여단; 1966년 ~ 1970년
- 제5보병사단, 1여단; 1968년 ~ 1971년 8월 22일
- 제9보병사단, 3여단; 1966년 ~ 1969년
- 제25보병사단, 3여단
- 제82공수사단, 3여단; 1968년 ~ 1969년
- 제101공수사단, 1여단; 1965년 ~ 1971년
  - 타이거 부대
- 제173공수여단; 1965년 ~ 1971년
- 제199경보병여단; 1966년 ~ 1970년
- 제11기갑기병연대; 1966년 ~ 1971년

### 해군
- 제7함대
- 제3해군건설여단 (3rd NCB)
- 주월 해군고문단 (Naval Advisory Group, Vietnam)
- 주월 군사해운근무청 (Military Sea Transportation Service Office, Vietnam)
- 주월 첩보연락청 (Naval Intelligence Liaison Offices)
- 사이공 해군지원활동처 (Naval Support Activity, Saigon (NSA Saigon))
- 다낭 해군지원활동처 (Naval Support Activity, Saigon (NSA Danang))
- 태스크포스 71 / 주월 순찰대 (Vietnam Patrol Force); 1965년 3월 24일 ~ 7월 30일, 해체
- 태스크포스 115 / 해안감시대 (Coastal Surveillance Force)
- 태스크포스 116 / 하천순찰대 (River Patrol Force)
- 태스크포스 117 / 강변강습대 (Riverine Assault Force)
- 태스크포스 클리어워터
- 기동강변부대
- 제3헬리콥터공격대대
- 주월 미국 해안경비대 활동처 (Commander Coast Guard Activities, Vietnam)
  - 제1해안경비전대 (Coast Guard Squadron One)
  - 제3해안경비전대 (Coast Guard Squadron Three)

### 공군
- 전술공군사령부
- 군사항공보급사령부
- 제7/13공군
  - 제7공군 - 베트남 공화국, 딴손넛 공군기지
    - 제8전술전투비행단
    - 제483전술항공수송비행단
    - 제504원정항공지원작전단
      - 제21전술항공지원비행대대
      - 제20특수작전비행대대

    - 제600사진비행전대 - 딴손넛 공군기지; 1966년 ~ 1976년

  - 제13공군 - 필리핀, 클라크 공군기지
    - 제14비행훈련단
- 제3전술전투비행단
- 제12전술전투비행단
- 제31전술전투비행단
- 제35전술전투비행단
- 제37전술전투비행단
- 제56특수작전비행단
- 제355전술전투비행단
- 제366전술비행단
- 제388전술전투비행단
- 제432전술정찰비행단
- 제553전술정찰비행단
- 제377항공기지단
- 제3항공우주구조및회수비행전대
  - 제37항공우주구조및회수비행대대 - 태국, 코랏트; 1966년 1월 ~ 1972년 11월
  - 제40항공우주구조및회수비행대대 - 태국; 1968년 ~ 1976년
- 제307폭격비행단 - 태국, 우타포 왕립해군 비행장; 1970년 1월 21일 ~ 1975년 9월 30일

### 해병대
- 제3(III)상륙원정군
  - 제1해병사단
    - 제1해병연대
    - 제5해병연대
    - 제7해병연대
    - 제11해병연대

  - 제3해병사단
    - 제3해병연대
    - 제4해병연대
    - 제12해병연대
    - 제3수색대대
    - 전투강습대대

  - 제5해병사단
  - 제3해병원정여단
  - 제9해병원정여단
  - 키트 카슨 정찰대
  - 연합행동프로그램

## 베트남 공화국

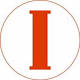
제1군단/제1군단 전술 지역
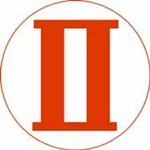
제2군단/제2군단 전술 지역
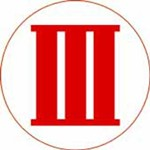
제3군단/제3군단 전술 지역
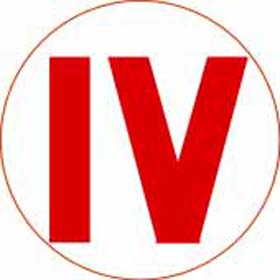
제4군단/제4군단 전술 지역
ARVN 레인저
ARVN 특수부대 (LLDB)
제1사단
제2사단
제3사단
제5사단
제7사단
제9사단
제18사단
제21사단
제22사단
제23사단
제25사단
공수사단
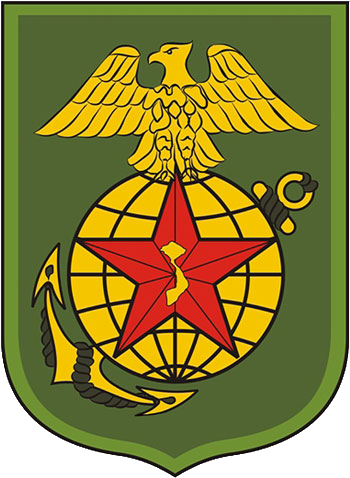
해병사단
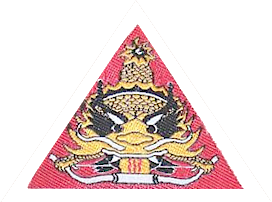
대통령경호대

## 자유세계군대

### 뉴질랜드
- 뉴질랜드 왕립보병연대 W, V중대
- 뉴질랜드 왕립포병대, 161포대
- 뉴질랜드 SAS, 1개 병대

모두 오스트레일리아 제1임무대에 배속되었다.

### 대한민국
- 주월한국군사령부
  - 태권도 교관단
  - 야전사령부
    -  대한민국 육군
      - 수도사단 "맹호"
      - 제9보병사단 "백마

    -  대한민국 해병대 제2해병여단 "청룡"
- 제100군수사령부
- 주월한국군사원조단/건설지원단
- 대한민국 해군 수송전대
- 대한민국 공군 지원단

### 오스트레일리아
- 주월 오스트레일리아군 - 사이공
  - 주월 오스트레일리아 육군 (AAFV) - 사이공; 1965년 5월 ~ 1966년 5월
  - 베트남 육군 훈련단
  - 오스트레일리아 제1민사부대 (1 ACAU); 1967년 3월 ~ 1971년 11월
- 오스트레일리아 육군
  - 왕립연대
  - 제1임무대
    - 제1군수지원단
      - 제17건설전대
      - 제104통신전대

    - 제1야전전대
    - 제21공병지원병대
    - 제1기갑병력수송전대

  - 오스트레일리아 SAS연대, 예하 전대 순환배속
- 오스트레일리아 공군
  - 제2비행대대
  - 제9비행대대
  - 제35비행대대

### 태국

태국 왕립육군 자원병부대
태국 왕립자원병연대 "여왕의 코브라" (1967년 ~ 1968년)

### 필리핀
- 필리핀 민간행동단 (Philippine Civic Action Group (PHILCAG-V)); 1964년 ~ 1969년 12월 12일

## 공산진영

### 베트남 민주공화국
- 제1군단
- 제2군단
- 제3군단
- 제4군단

- 제2사단
- 제3사단
- 제4사단
- 제9사단
- 제10사단
- 제304사단
- 제308사단
- 제312사단
- 제316사단
- 제320사단
- 제324사단
- 제325사단
- 제356사단

- 제559집단

- 제33연대

### 남베트남 해방민족전선
- 제5사단

- 제274연대
- 제275연대

- 제D440대대
- 제D445대대

- 제C23중대
- 제C25중대
- 제C41중대

## 참고
- Stanton, Shelby L. (2003). 《Vietnam Order of Battle》. Stackpole Military Classics. 워싱턴 D.C.: Stackpole Books. ISBN 0-89193-700-5.
- “United States Army Commands of The Vietnam War” (PDF). 《www.vietnamwar50th.com》 (영어). 2018년 6월 24일에 확인함.